# 1960 в аніме

## Релізи
| Українська назва | Японська назва                                           | Тип                        | Демографія  | Регіони                  |
| ---------------- | -------------------------------------------------------- | -------------------------- | ----------- | ------------------------ |
| Алаказам Великий | 西遊記(Сайюкі)                                           | фільм                      | Сім'я, Діти | Японія, Північна Америка |
| Мода             | ファッション                                             | Короткометражний фільм     | Загальний   | Японія                   |
| Три казки        | 新しい動画 3つのはなし(Atarashii Dōga Mittsu no Hanashi) | Короткометражний Телефільм | Загальний   | Японія                   |

## Народилися
- 22 травня — Хідеакі Анно, аніматор, режисер, художник, сценарист, актор (Neon Genesis Evangelion).
- 2 жовтня — Шіндзі Арамакі, режисер, конструктор механіки.
- 28 листопада — Міцуо Фукуда, режисер.